# Geografia de Macau

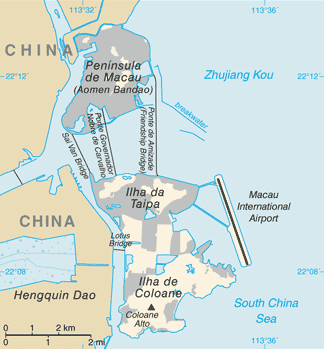
Mapa actual da Região Administrativa Especial de Macau.

A Região Administrativa Especial de Macau (RAEM) da República Popular da China (RPC) está situada na costa meridional da RPC, a oeste da foz do Rio das Pérolas e é adjacente à província de Guangdong e mais precisamente à Zona Económica Especial de Zhuhai. A RAEM tem uma área de 118 km² e é constituído pela Península de Macau (com 9,3 km² e ligada à China Continental por um istmo), as ilhas da Taipa (6,5 km²) e Coloane (7,6 km²) e a Zona do Aterro de COTAI (5.2 km²). 
A área total da RAEM continua a aumentar visto que o Governo da RAEM está constantemente a fazer aterros, implantando novos terrenos na foz do Rio das Pérolas, para obter mais espaços de construção. No início do século XX, Macau tinha apenas 11,6 km², distribuídos pela Península de Macau, incluindo a Ilha Verde (3,4 Km2) e as ilhas da Taipa (2,3 Km2) e Coloane (5,9 Km2).

## Localização, Ligações, Área, Relevo e Fronteiras

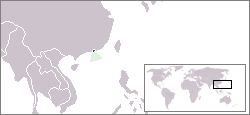
Localização da RAEM na China Continental e no Sudeste Asiático

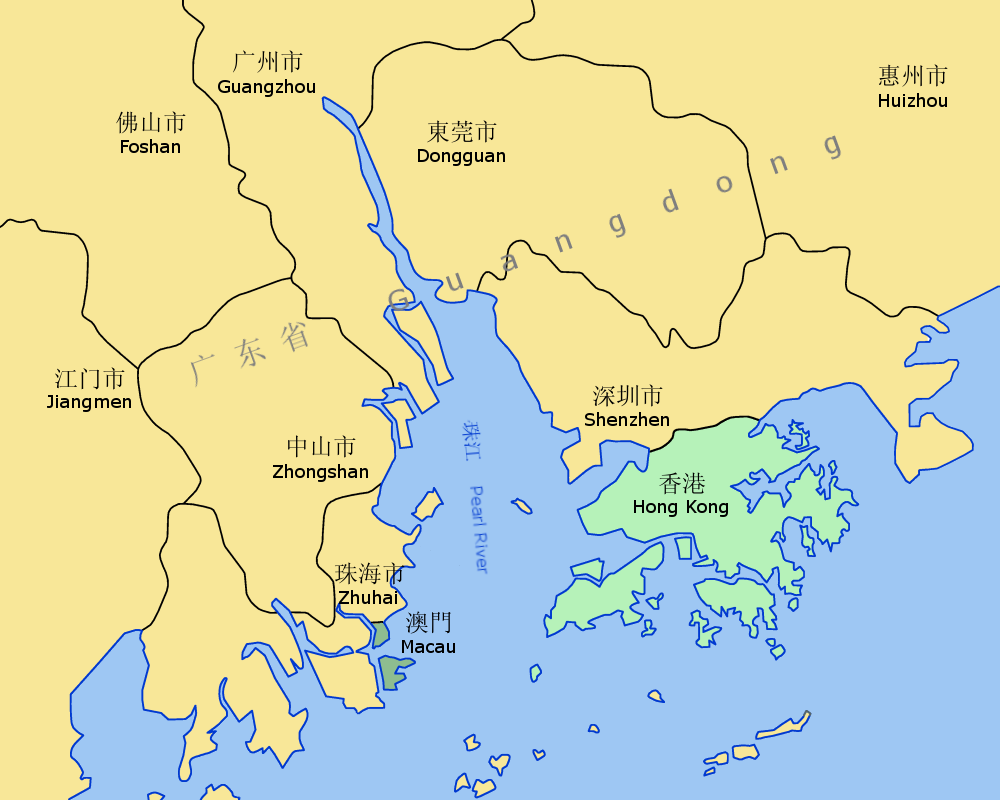
Localização de Macau no Delta do Rio das Pérolas e em relação a Hong Kong e a Cantão (que se situa na prefeitura de Guangzhou e na província de Guangdong).

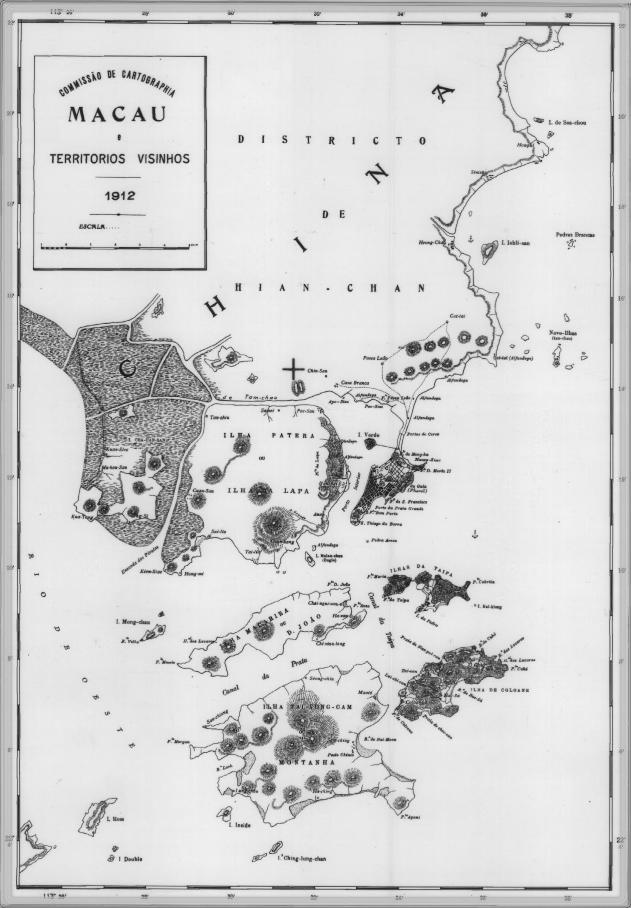
Mapa da Colónia Portuguesa de Macau (composta pela Península de Macau, ilhas da Taipa e de Coloane) emitida em 1912. A oeste dela localiza-se as ilhas de Lapa, Dom João e Montanha.

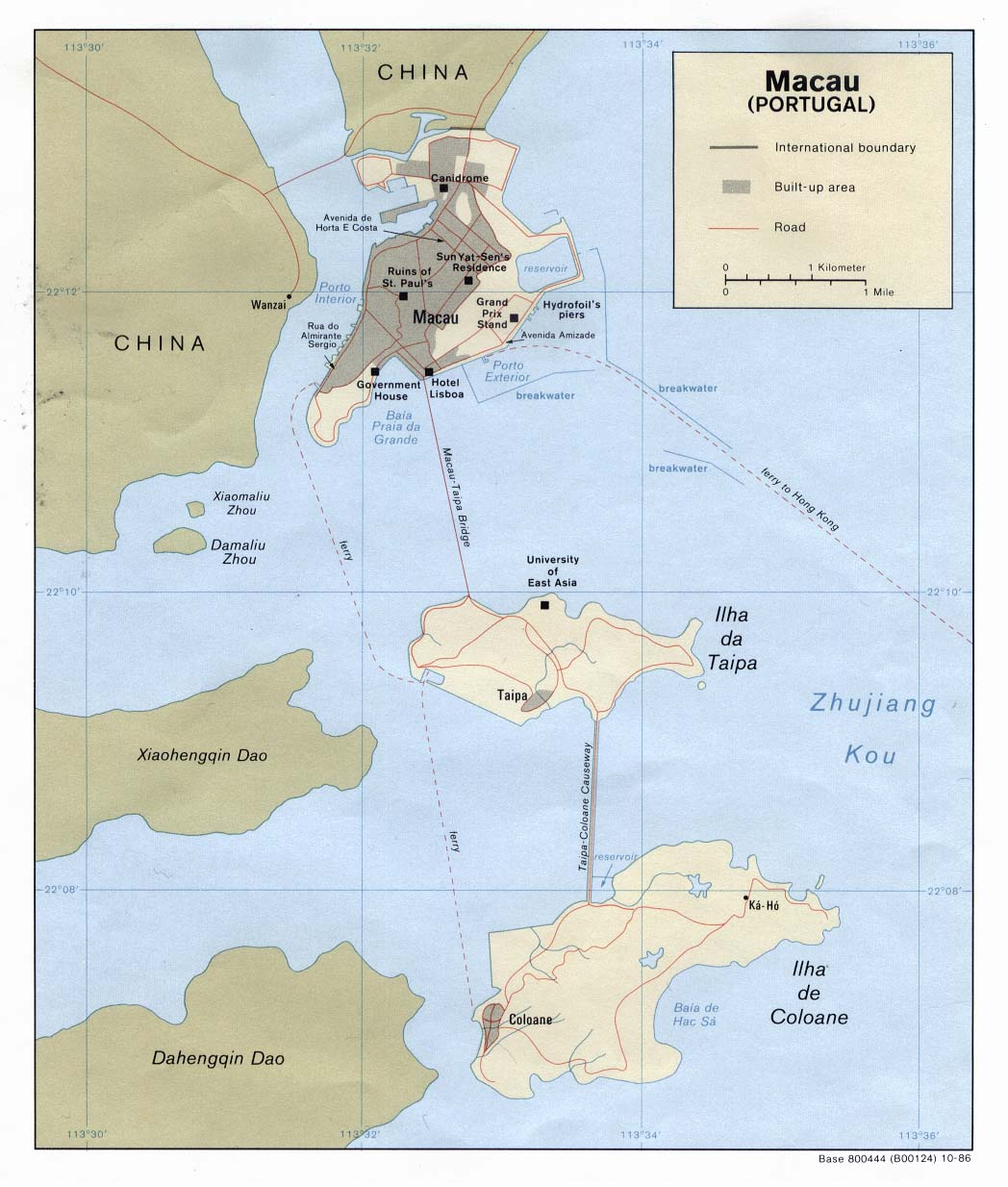
Mapa do Território de Macau em 1986.

Macau está localizada a Sul do Trópico de Câncer, mais precisamente a 22° 10' Norte (latitude) e 113° 33' Leste (longitude). As coordenadas 113º 55' Leste e 21º 11' Norte (localização exata do Farol da Guia) também são aceites como sendo as coordenadas geográficas oficiais da localização da RAEM.
A Península está ligada à ilha da Taipa pela Ponte Governador Nobre de Carvalho (2,5 km), Ponte da Amizade (4,5 km) e Ponte de Sai Van (2,2 km). A última ponte, aberta ao público a 9 de Janeiro de 2005 e constituído por 2 andares (6 vias no andar superior e 4 no andar inferior que só abre quando Macau for atingida por tufões), é a primeira ponte cabo-permanecida em Macau. 
A fronteira terrestre entre a RAEM e a China Continental mede somente 0,34 km, existindo por isso só 2 postos fronteiriços, o das Portas do Cerco (a fronteira norte da Península) e o de Cotai (que faz, através da Ponte Flor de Lótus, a ligação entre Cotai e a ilha chinesa de Hengqin). Macau possui cerca de 41 km de linha costeira. 
As principais cidades próximas de Macau são Hong Kong, Guangzhou, Zhuhai e Shenzhen. De Hong Kong, que se encontra no outro vértice do delta do Rio das Pérolas (isto é, a este de Macau), dista aproximadamente 60 quilómetros, havendo ligações fluviais (o aerobarco que demora cerca de uma hora) e aéreas (o helicóptero que demora cerca de 20 minutos) frequentes entre ambas as cidades. 
As ilhas da Taipa e de Coloane encontravam-se somente ligadas pela "Estrada do Istmo" (construída sobre o istmo de Cotai). Durante o fim do século XX, porém foram feitos sucessivos aterros junto ao citado istmo, criando uma nova zona urbanizada, que é designada por Cotai. 
O terreno da RAEM é pouco acidentado, sendo constituído significativamente por planícies formadas maioritariamente pelos sucessivos aterros, mas possui também elevações que muitas vezes são obscurecidas e "tapadas" pelos inúmeros edifícios altos construídos em Macau. Principais relevos: o Alto de Coloane (170,6 m), a Colina da Guia (90 m), a Colina de Mong-Há, a Colina da Penha, Colina da Ilha Verde e a Colina do Monte.

## Clima
O clima da RAEM é subtropical húmido e a temperatura média anual é de 22 °C, sendo no Verão de 30 °C e no Inverno 15 °C. Macau está localizado na zona das monções, elas estas causam alterações no clima. Por esta razão, a chuva é muito frequente e muitas vezes intensa, atingindo o seu auge no Verão. As direcções dos ventos de Verão e do Inverno são opostas. 
O período mais confortável, o Outono, da RAEM começa a meio de Outubro até Dezembro, onde o clima é normalmente mais ameno e o céu mais limpo. Isto deve-se ao facto do começo do arrefecimento da China Continental. O Inverno em Macau cobre os meses de Janeiro e Fevereiro. Os ventos frios e secos do Norte da Sibéria passam continuamente através da China Central e do Sul da China atingindo Macau. A temperatura do ar na zona urbana desce por vezes abaixo dos 10º Celsius. A temperatura mínima anual é geralmente registada nestes dois meses. A precipitação e o número de dias com chuva é muito baixa devido à falta de vapor de água na atmosfera. 
A mudança de estações ocorre entre Março e Abril. A direcção do vento ao longo da zona da costa meridional chinesa é de Leste a Sudoeste e em consequência faz aumentar a temperatura e a humidade. Chega finalmente a Primavera e o tempo torna-se húmido e por vezes há nevoeiro, chuvisco e dias de baixa visibilidade. 
O Verão em Macau, compreendido entre os meses de Maio a Setembro, é mais longo do que as outras estações. O calor e a humidade provocam estados climáticos adversos, tais como trovoadas, chuvas intensas, tempestades tropicais (os tufões), temperaturas altas e forte humidade (atingindo por vezes 98%). Quando está hasteado o sinal No.8 do Código Local de Tempestades Tropicais, as ligações marítimas e aéreas com o exterior são interrompidas. A última vez que tal ocorreu foi a 19 de Abril de 2008, na passagem do tufão Neoguri (cão-guaxinim, em coreano) a ciclone tropical e sua aproximação de Macau.

## Recursos naturais
Actualmente, na RAEM não existem grandes explorações e extrações de recursos naturais, nem mesmo a água potável. Este recurso natural indispensável à vida, fornecido pelo Rio Xijiang (o maior tributário do Rio das Pérolas), é comprado à China Continental. 
Antigamente, houve extrações de granito nas montanhas da Taipa e de Coloane.